# Opiekun snu
Opiekun snu (tyt. oryg. Dreamsnake) – powieść fantastycznonaukowa amerykańskiej pisarki Vondy N. McIntyre z 1978 r. Powieść otrzymała nagrody Nebula w 1978 oraz Hugo i Locusa w 1979 r.
Powieść została rozbudowana na podstawie noweli Z Trawy, Mgły i Piasku, która zdobyła Nebulę w 1973 roku (Of Mist, and Grass, and Sand, wyd. pol. miesięcznik Fantastyka 11-12/1983).
Polskie wydanie, w tłumaczeniu Marzeny Guzowskiej, ukazało się nakładem wydawnictwa Phantom Press w 1991 r. w serii Fantasy & SF. Wydawnictwo Zysk i S-ka w 1999 r. wydało tę powieść pod tytułem Wąż snu w przekładzie Lesława Halińskiego. Bohaterka – w oryginale Snake, w pierwszym polskim przekładzie nosi imię Gada, w drugim – Wężyca.

## Fabuła
Uzdrowicielka Wężyca w swojej pracy wykorzystuje lecznicze właściwości jadu węży. Do leczenia ludzi używa trzech węży: Mgły – kobry, Piaska – grzechotnika i Trawy – unikalnego pozaziemskiego węża snu. Podczas wędrówek przez ignorancję i strach ludzi ginie Trawa, a Wężyca traci zdolności uzdrowicielskie. Postanawia więc dotrzeć do Miasta, gdzie mieszkają przybysze spoza Ziemi, by od nich dostać nowego węża snu.